# Gare de Brétigny
Gare de Brétigny vasútállomás és RER állomás Franciaországban, Brétigny-sur-Orge településen.

## Vasútvonalak
Az állomást az alábbi vasútvonalak érintik:
- Párizs–Bordeaux-vasútvonal
- Párizs-Tours-vasútvonal

## Kapcsolódó állomások
A vasútállomáshoz az alábbi állomások vannak a legközelebb:
- Gare de Marolles-en-Hurepoix (Gare de Saint-Martin-d'Étampes, RER C)
- Gare de Saint-Michel-sur-Orge (Gare de Saint-Quentin-en-Yvelines - Montigny-le-Bretonneux, Gare de Versailles-Château-Rive-Gauche, RER C)
- Gare de La Norville - Saint-Germain-lès-Arpajon (Gare de Dourdan - La Forêt, RER C)

## Lásd még
- Franciaország vasútállomásainak listája
- A RER állomásainak listája